# 威神V
威神V（英語：WayV）是韓國SM娛樂和中國威娛樂於2019年共同推出的中國男子組合，為旗下大型男子組合NCT的第四支分隊兼第三支固定分隊，亦為NCT的中國分隊。WayV為“We are your Vision”的縮寫，Vision的中文音譯為威神，即命名為威神V。
組合由錕、Ten、昀昀、肖俊、Hendery、揚揚六名成員組成，由錕擔任隊長。2019年1月17日，以數碼專輯《The Vision》出道。組合目前活躍於中國和韓國兩地。

## 官方設定
團體問候口號
問候口號为：「WayV！大家好，我們是威神V。」
應援顏色
官方應援顏色為螢光綠，在2019年7月10日的團綜《少年威計劃》拍攝時所舉辦的〈威神V天津見面會〉中正式宣布。
應援手燈
官方應援手燈為立體V型，以官方應援顏色螢光綠做主色，搭配白色的手柄。
粉絲名稱
WayV的粉絲名為「WayZenNi」，是中文「威神V珍惜你」的讀音簡稱，意味著WayV會時時刻刻守護、珍惜、愛護粉絲的一份心。該名由WayV成員們親自挑選。

## 成員列表
- 粗體字為隊長。

| 成員列表 | 成員列表 | 成員列表 | 成員列表                    | 成員列表  | 成員列表                    | 成員列表                                  | 成員列表      | 成員列表       |
| 官方藝名 | 官方藝名 | 官方藝名 | 本名                        | 本名      | 本名                        | 出生日期 / 出生地                         | 子团          | 子团           |
| 中文     | 韩文     | 英文     | 中文                        | 韩文/外文 | 羅馬拼音                    | 出生日期 / 出生地                         | KUN & XIAOJUN | TEN & YANGYANG |
| -------- | -------- | -------- | --------------------------- | --------- | --------------------------- | ----------------------------------------- | ------------- | -------------- |
| 錕       |          | Kun      | 钱锟                        |           | Qian Kun                    | 1996年1月1日 · 中国大陆福建省三明泰寧縣   |               |                |
| Ten      |          | Ten      | 七达蓬·利猜亚邦恭 ／ 李永欽 |           | Chittaphon Leechaiyapornkul | 1996年2月27日 · 泰國曼谷                  |               |                |
| 昀昀     |          | Winwin   | 董思成                      |           | Dong Si-Cheng               | 1997年10月28日 · 中国大陆浙江省溫州鹿城區 |               |                |
| 肖俊     |          | Xiaojun  | 肖德俊                      |           | Xiao De-Jun                 | 1999年8月8日 · 中国大陆廣東省東莞         |               |                |
| Hendery  |          | Hendery  | 黃冠亨                      |           | Wong Kun-Hang               | 1999年9月28日 · 葡屬澳門                  |               |                |
| 揚揚     |          | Yangyang | 劉揚揚                      |           | Liu Yang-Yang               | 2000年10月10日 · 臺灣新北市               |               |                |
| 过往成员 |          |          |                             |           |                             |                                           |               |                |
| Lucas    |          | Lucas    | 黃旭熙                      |           | Wong Yuk-Hei                | 1999年1月25日 · 香港新界沙田區            |               |                |

## 大事記

### 2019年：成立與出道
2018年8月13日，NCT官方Facebook分享了一則圓形的幾何影片預告，宣布了NCT下半年的回歸計畫，並分享了同一張圖片，在不同的點分別壓上「2018」、「dream」、「127」和「？」字體。2018年12月31日，威神V开设SNS帐号并公布首张团体预告照。组合英文名为WayV，全部由中国籍及华裔成员构成，成员包括先前已于NCT出道的Ten、昀昀、錕、Lucas，以及仍是SM ROOKIES（SR18B）的三名成员肖俊、Hendery、扬扬。因中国政策原因，该组合从队名到宣传都未带有NCT、SM娛樂字样；据SM娛樂官方立场，威神V主要由SM娛樂操刀製作，並透過中國的合作品牌威娛樂（Label V）在當地出道展開活動；而且未來也有機會以 NCT 的身份在中國以外的地區活動。
組合於2019年1月開始陸續放出預告視頻。1月17日，推出首張數碼專輯《The Vision》以及主打歌《理所當然（Regular）》的MV，在中國正式出道。該專輯成功佔據美國Billboard World Digital Song Sales榜單第三名、Social 50榜單第四名、Emerging Artists榜單第十六名，並佔據12個國家和地區的iTunes單曲榜第一名，成為史上取得最高成績的中國男子組合。1月24日，公開收錄曲《夢想發射計劃（Dream Launch）》的MV。
5月9日，公開首張迷你專輯主打歌《無翼而飛（Take Off）》MV及全專音源。同日，在南京召開首張迷你專輯《Take Off》全球新聞發布會，這也是組合在出道後的首場發布會。該專輯在發行當日在中國的“QQ音樂”巔峰人氣榜摘冠，更佔據30個國家和地區的iTunes綜合專輯第一名，成爲史上獲得“iTunes綜合專輯榜單最多第一名”的中國男子組合，刷新NCT其他分隊先前在該榜單上的記錄，也成功超越先前出道專輯《The Vision》所創下的記錄。同時，該專輯也榮登当天的iTunes世界專輯榜一位，是史上唯一榮登該榜的中國男子組合。
8月18日起，在優酷以及YouTube開始播出於夏天拍攝的組合首部專屬真人秀節目《少年威計劃》。節目中公開了組合於在7月10日在中國天津人民體育館所舉辦的首次公演〈威神V天津見面會〉。
10月29日，公開第二張迷你專輯《天選之城（Moonwalk）》MV及全專音源。10月30日及11月5日，分別出演韓國音樂節目《Show Champion》及《The Show》，这是自组合出道以来首次在韩国进行专辑宣传活动，也是三名新成员肖俊、Hendery、扬扬的韩国初舞台。11月5日，将早前在迷你二辑的《秘语（Love Talk）》重新打造，作为全新英文单曲《Love Talk》在全球发布MV及音源；《Love Talk》在中國的“QQ音樂”单曲数字专辑畅销榜1位，随后在美国Billboard榜的World Digital Song Sales榜单拿下周榜3位，彰显了威神V的全球人气。
11月23日，以武漢為始，正式開啟在組合出道以來首次巡迴粉絲見面會〈威神V巡迴粉絲見面會“第一章：向你走近的第一步”〉。
12月4日，在Mnet亞洲音樂大獎上榮獲“最佳亞洲新星”獎，並成為第一個登上該舞台表演的中國男子偶像組合。

### 2020年：正規一輯《Awaken The World》、NCT 2020企劃
5月3日，組合出演SM娛樂攜手NAVER推出線上付費演唱會〈WayV LIVE－Beyond the Vision〉，成為SM娛樂旗下出演該演唱會的第2組藝人，全球同步直播。該演唱會更是組合至出道以來的首次演唱會，演唱會同時也公開了組合即將發行的首張正規專輯中歌曲的舞台。
6月9日，公開首張正規專輯《Awaken The World》的主打歌《超時空 回（Turn Back Time）》MV及全專音源。這次主打曲《超時空回（Turn Back Time）》在中國的QQ音樂人氣排行榜上獲得1位，而全專10首歌曲在佔據急速上升排行榜上的第1到第10位。這次專輯橫掃21個國家和地區的iTunes專輯排行榜上第一名，同時也榮登當天的iTunes世界專輯榜一位，主打曲也登上了日本音樂網站AWA的實時間急速上升排行榜1位等，再次獲得了全球人氣。6月18日，以數位單曲形式發布主打歌《超時空回（Turn Back Time）》的韓文版音源和MV。7月29日，發布專輯收錄曲《Bad Alive》的英文版的音源及MV。
9月21日，推出由SM C&C製作韓國首部單獨真人秀《WayVision》，通過Seezn以及TrueID在韓國及泰國播出。
9月21日，WayV出現在NCT 2020的企劃預告片《INTERLUDE : RESONANCE》，官宣NCT 2020超大型企劃。這是WayV首次回歸NCT大队活动，也是肖俊、揚揚、Hendery首次以NCT成員名義亮相。10日12日，公开《NCT: RESONANCE Pt. 1》全專音源。11月23日，公開《NCT: RESONANCE Pt. 2》全專音源。兩張專輯除了收錄依照歌曲呈現不同成員搭配的聯合隊NCT U的歌曲，同時也收錄了各個分隊的收錄曲，其中包括由WayV演唱的《月之迷（Nectar）》。12月27日，隨NCT出演Beyond Live在線演唱會〈NCT：RESONANCE 'Global Wave'〉，現場首次公開《月之迷（Nectar）》舞台，吸引了全世界124個國家共20萬余觀眾同時觀看。

### 2021年：小分隊活動
2月22日，韓國真人秀《WayVision 2：冬季運動頻道》開播。
3月10日，公開迷你三輯《Kick Back》主打歌《秘境（Kick Back）》MV及專輯音源，並於同日舉行線上回歸SHOWCASE。由於成員昀昀和Lucas的中國國內預定的行程，此次專輯宣傳活動以五人形式在韓國進行。延續著全球活躍活動，WayV以主打歌《秘境（Kick Back）》登上了中國QQ音樂人氣排行榜的第一位，專輯《Kick Back》同時榮登iTunes世界專輯榜一位，並橫掃25個國家和地區的iTunes專輯排行榜上第一名。
6月16日，錕和肖俊組成WayV首支小分隊WayV-KUN&XIAOJUN，發行單曲專輯《Back To You》，主打歌為《這時煙火（Back To You）》 。
8月17日，Ten和揚揚組成WayV第二支小分隊WayV-TEN&YANGYANG，發行數位單曲《Low Low》。
8月25日，成員Lucas因私生活爭議於24日接連爆發，宣布中斷所有活動，進行深刻的自我反省，而原定於當天以單曲《Jalapeño》出道的小分隊WayV-LUCAS&HENDERY亦中斷。 
12月14日，NCT正規三輯《Universe》发布，其中有五人體制的WayV演唱的收录曲《Miracle》。

### 2022年：迷你四辑
8月20日、8月27日-29日，参与SMTOWN Live 2022演唱会，带来了歌曲《Kick Back》与《Miracle》的舞台，是WayV时隔一年4个月带来的团体舞台。
11月23日，宣布將於12月9日以六人體制於迷你四辑 《Phantom》回歸，11月30日宣布專輯因故將延期發佈，12月8日宣佈專輯於12月28日發行。

### 2023年：日文單曲《Welcome To My Paradise》，Lucas退團，正规二辑《On My Youth》
5月6日，发行日文单曲《Welcome To My Paradise》。
5月10日，Lucas宣佈退出NCT及WayV。
8月28日，参与NCT正规四辑《Golden Age》。
11月1日，发行正规二辑《On My Youth》。

### 2024年：迷你五辑，日本出道，迷你六辑
2月13日，Ten发行首张个人专辑《TEN》，并于2月16日以首尔为始举办首场个人粉丝演唱会巡演<1001>，为该分队首个发行个人专辑和开办个人演唱会的成员。
6月3日，发行迷你五辑《Give Me That》，昀昀因中国国内电视剧的拍摄行程，无法参与活动。6月11日，在《The Show》获得出道五年来的初一位。
8月8日，威神V公开日本迷你一辑《The Higest》音源，9月25日发行《The Higest》实体专辑及《Go Higher》音源，正式在日本出道。
11月25日，发行迷你六辑《FREQUENCY》，并于11月19日发布先行曲《HIGH FIVE》，昀昀因中国行程无法参与活动。《FREQUENCY》是团体首次在韓國三大音樂打歌舞台拿下一位。

### 2025年
2月14日，组合参与SMTOWN三十周年纪念专辑《2025 SMTOWN : THE CULTURE, THE FUTURE》，专辑内收录组合于1月11至12日在首尔高尺巨蛋参与的SMTOWN30周年演唱会《SMTOWN LIVE 2025 [THE CULTURE, THE FUTURE]》中翻唱的SHINee的歌曲《朱丽叶 (Juliette)》音源。
2月27日，Ten宣布将于2025年举办演唱会巡演，3月24日，发行迷你二辑《STUNNER》。4月1日，在The Show中获得solo出道以来的第一个音乐节目一位，4月5日，在音乐银行获得solo出道以来的第一个地上波电视台一位。4月12日，以首尔为首站，开始演唱会巡演<1001 MOVEMENT 'STUNNER'>.
4月5日，宣布Ten将发行日本迷你一辑《Humanity》。4月23日，发行专辑音源，5月1日，在日本举办演唱会巡演<1001 'TIME WARP'>，5月28日，发行专辑和MV正式在日本出道。
7月18日，发行迷你七辑《BIG BANDS》。

## 子團
| 分隊名            | 参与成员  | 出道日        |
| ----------------- | --------- | ------------- |
| WayV-KUN&XIAOJUN  | 锟、肖俊  | 2021年6月16日 |
| WayV-TEN&YANGYANG | Ten、扬扬 | 2021年8月17日 |

## 音樂作品
| 正规专辑 - 2020年：Awaken The World - 2023年：On My Youth 迷你專輯 - 2019年：Take Off - 2019年：Take Over The Moon - 2021年：Kick Back - 2022年：Phantom - 2024年：Give Me That - 2024年：Frequency - 2025年：BIG BANDS 數位迷你專輯 - 2019年：The Vision | 数位单曲 - 2019年：Love Talk - 2020年：Bad Alive | 数位单曲 - 2020年：Turn Back Time 迷你专辑 - 2024年：The Highest 数位单曲 - 2023年：Welcome To My Paradise |

## 影視作品

### 專屬節目
- 2019年：《少年威計劃》
- 2020年：《WayVision》
- 2021年：《WayVision 2：冬季運動頻道》

## 出版物

### 寫真集
- 2020年：《假日》[37]
- 2020年：《Bad Alive PHOTO STORY BOOK》
- 2021年：《Our Home : WayV with The Little Friend》

### 台历
|     | 台历资料                                                                 |
| --- | ------------------------------------------------------------------------ |
| 1st | 《WayV Season's Greetings 2020》 - 发行日期：2019年11月1日 - 语言：汉语  |
| 2nd | 《WayV Season's Greetings 2021》 - 发行日期：2020年10月30日 - 语言：汉语 |
| 3rd | 《WayV Season's Greetings 2022》 - 发行日期：2021年11月3日 - 语言：汉语  |
| 4th | 《WayV Season's Greetings 2023》 - 发行日期：2022年11月9日 - 语言：汉语  |
| 5th | 《WayV Season's Greetings 2024》 - 发行日期：2023年10月23日 - 语言：汉语 |
| 6th | 《WayV Season's Greetings 2025》 - 发行日期：2024年10月16日 - 语言：汉语 |

## 演唱會及其他演出

### 演唱會
- WayV－Beyond the Vision（2020年）
- ON THE Way（2024-2025年）
- NO Way OUT（2025年）

## 獎項

### 韓國主要音樂節目榜單排名
| 收錄專輯/單曲 | 歌曲                                                                                                  | 排行榜最高名次       | 排行榜最高名次      | 排行榜最高名次         | 排行榜最高名次   | 排行榜最高名次          | 排行榜最高名次       | 排行榜最高名次 |
| 收錄專輯/單曲 | 歌曲                                                                                                  | Mnet 《M Countdown》 | KBS2 《Music Bank》 | MBC 《Show! 音樂中心》 | SBS 《人氣歌謠》 | MBC M 《Show Champion》 | SBS MTV 《THE SHOW》 | 冠軍 次數      |
| 2020年 | 2020年                                                                                                | 2020年               | 2020年              | 2020年                 | 2020年           | 2020年                  | 2020年               | 2020年         |
| --- | --- | -------------------- | ------------------- | ---------------------- | ---------------- | ----------------------- | -------------------- | -------------- |
| NCT 2020 : RESONANCE Pt. 1 | 月之迷 (Nectar)                                                                                       | /                    | /                   | 41                     | /                | /                       | 無打歌放送           | 0              |
| 2021年 | |                      |                     |                        |                  |                         |                      |                |
| Kick Back | 秘境 (Kick Back)                                                                                      | 3                    | /                   | 10                     | /                | /                       | 3                    | 0              |
| 2024年 | |                      |                     |                        |                  |                         |                      |                |
| Give Me That | Give Me That                                                                                          | 6                    | 2                   | 6                      | 6                | 5                       | 1                    | 1              |
| FREQUENCY | FREQUENCY                                                                                             | /                    | 1                   | /                      | /                | 1                       | 1                    | 3              |
| 2025年 | |                      |                     |                        |                  |                         |                      |                |
| BIG BANDS | BIG BANDS                                                                                             | 12                   | 9                   | 16                     | /                | /                       | 1                    | 1              |
| \| - 「/」表示未有相關資料 - 「*」：打榜中 - 「 」：該段時期未有設立排行榜 \| - 「(1)」：兩星期冠軍 - 取得《Show Champion》、《M! Countdown》及《人氣歌謠》三週一位後，排名自動除外 \| | |                      |                     |                        |                  |                         |                      |                |
| - 「/」表示未有相關資料 - 「*」：打榜中 - 「 」：該段時期未有設立排行榜 | - 「(1)」：兩星期冠軍 - 取得《Show Champion》、《M! Countdown》及《人氣歌謠》三週一位後，排名自動除外 |                      |                     |                        |                  |                         |                      |                |

## 备注
1. ↑  昀昀因中国电视剧拍摄缺席团体活动
2. ↑  自此开始组合及三名先前未曾参与过NCT活动的成员合流NCT，在韩国活动
3. ↑  威娱乐是SM娱乐在中国大陆子公司爱思爱梦与腾讯合作的厂牌
4. ↑  中文名字根據官方微博更新。
5. ↑  因Lucas私生活争议而中断出道
6. ↑  昀昀因中國行程而不參與本次回歸，Lucas因私生活爭議而中斷活動。

## 外部連結
| 组合 - YouTube上的WayV頻道 - WayV_official的新浪微博（中文） - WayV的Facebook專頁（中文）（）（英文） - WayV的X（前Twitter）（中文）（英文） - WayV的Instagram帳戶（中文）（）（英文） - WayV （页面存档备份，存于）的V LIVE頻道 - 威神V的哔哩哔哩个人空间 - 威神V的TikTok - WayV的抖音 - WayV的Weverse社区 | 成員個人Weibo（中文） - 锟的新浪微博 - TEN的新浪微博 - 昀昀的新浪微博 - 肖俊的新浪微博 - HENDERY的新浪微博 - 扬扬的新浪微博 成員個人Instagram - 锟的Instagram帳戶 - TEN的Instagram帳戶 - 昀昀的Instagram帳戶 - 肖俊的Instagram帳戶 - HENDERY的Instagram帳戶 - 扬扬的Instagram帳戶 |